# 尚热内特
尚热内特（法語：Champgenéteux，法語發音：[ʃɑ̃ʒənetø]）是法国马耶讷省的一个市镇，属于马耶讷区。

## 地理
尚热内特（48°17'28"N, 0°21'42"W）面积25.11 平方千米，位于法国卢瓦尔河地区大区马耶讷省，该省份为法国西北部内陆省份，北起芒什省和奧恩省，西接伊勒-维莱讷省，南至曼恩-卢瓦尔省，东临萨尔特省。
与尚热内特接壤的市镇（或旧市镇、城区）包括：卢富热尔、拜镇、拉沙佩勒欧里布勒、昂贝、阿尔当日、特朗、维莱讷拉瑞埃勒。

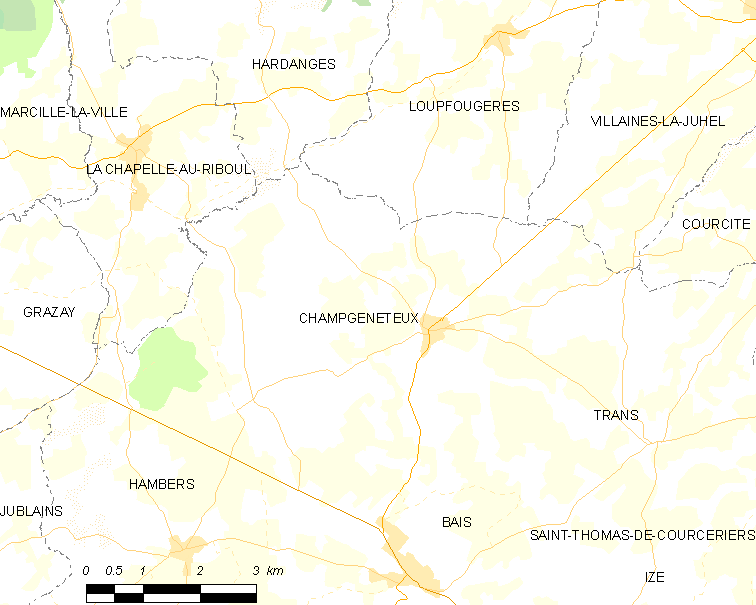
尚热内特的OSM定位图

尚热内特的时区为UTC+01:00、UTC+02:00（夏令时）。

## 行政
尚热内特的邮政编码为53160，INSEE市镇编码为53053。

## 政治
尚热内特所属的省级选区为埃夫龙县。

## 人口

1962-2008年间尚热内特人口变化图示

尚热内特于2022年1月1日时的人口数量为495人。